# 張南史
張 南史（ちょう なんし、生没年不詳）は、中国・唐の詩人。字は季直。幽州の出身。

## 略歴
碁の名手で、王侯の屋敷に出入りしていたが、中年から学問を志し、詩を作るようになった。粛宗のとき、推薦する人があって左衛曹参軍に任ぜられたが、兵乱を避けて揚州に流寓した。のちに再び調停から召されたが、都へ出発する前に亡くなった。

## 詩人としての彼
作品に、『陸勝（りくしょう）の宅にて、秋暮、雨中に韻を探り、同（とも）に作る』（七言律詩）がある。
| 陸勝宅秋暮雨中探韻同作 |                                                                          |
| 同人永日自相将         | 同人 永日（えいじつ） 自ずから相将（ひき）い                             |
| 深竹閑園偶辟疆         | 深竹（しんちく） 閑園（かんえん） 辟疆（へききょう）に偶す               |
| 已被秋風教憶鱠         | 已（すで）に秋風（しゅうふう）に鱠（なます）を憶（おも）わ教（し）められ |
| 更聞寒雨勧飛觴         | 更に寒雨（かんう）の觴（さかずき）を飛ばさんことを勧むるを聞く           |
| 帰心莫問三江水         | 帰心（きしん）問う莫（な）かれ 三江（さんこう）の水                      |
| 旅服従沾九日霜         | 旅服（りょふく）沾（うるお）すに従（まか）す 九日（きゅうじつ）の霜      |
| 酔裏欲尋騎馬路         | 酔裏（すいり）尋ねんと欲す 騎馬の路（みち）                              |
| 蕭条幾処有垂楊         | 蕭条（しょうじょう）として幾処か垂楊（すいよう）有る                     |